# Lulù (film 1972)
Lulù è un film per la televisione del 1972 del regista Sandro Bolchi, tratto dall'omonima commedia di Carlo Bertolazzi.
Gli interpreti sono Paola Quattrini, Luciano Alberici, Nino Castelnuovo, Giuliana Pogliani.
Dalla commedia nel 1986 è tratta anche una miniserie in quattro puntate con Mariangela Melato, Daniele Formica, Massimo Lopez, Andrea Occhipinti, Pietro De Vico, Sergio Fiorentini, Caterina Boratto, Micheline Presle, Riccardo Garrone, Giancarlo Dettori, Gianni Agus e Raffaele Pisu.

## Trama
Lulù è una ragazza milanese proveniente da una famiglia povera. Dato che la madre tiene a pensione alcuni artisti squattrinati Lulù immagina per sé una carriera artistica. Lo sceneggiato parla della vicissitudini varie di una donna arrivista, bugiarda, infedele e vanesia.